# Cavendishia viridiflora
Cavendishia viridiflora är en ljungväxtart som beskrevs av J. L. Luteyn och Amp;, D. S. Sylva S. Cavendishia viridiflora ingår i släktet Cavendishia och familjen ljungväxter. Inga underarter finns listade i Catalogue of Life.